# Xylocoris galactinus
Xylocoris galactinus – gatunek pluskwiaka z podrzędu różnoskrzydłych i rodziny dziubałkowatych.

## Taksonomia
Gatunek ten opisany został po raz pierwszy w 1836 roku przez Franza Xavera Fiebera pod nazwą Anthocoris galactinus. Jako lokalizację typową wskazano Pragę w Czechach.

## Morfologia
Pluskwiak o wydłużonym, owalnym w zarysie, wyraźnie spłaszczonym grzbietobrzusznie ciele długości od 2,2 do 3,1 mm. Nie występuje u niego polimorfizm skrzydłowy – wszystkie osobniki są długoskrzydłe, o w pełni rozwiniętych półpokrywach. Czarna głowa jest wydłużona z przodu, zaopatrzona w przyoczka i trójczłonową, zakrzywioną kłujkę. Czteroczłonowe czułki mają człony pierwszy i drugi grubsze i porośnięte krótkimi, ukośnie skierowanymi szczecinkami, a człony trzeci i czwarty cieńsze i porośnięte szczecinkami rzadkimi, ustawionymi pionowo, dłuższymi niż dwukrotność średnicy członu. Czarne, trapezowate przedplecze nie tworzy na przedzie wyraźnej obrączki apikalnej, a tylną krawędź ma prostą do lekko wklęśniętej. Tarczka jest czarna. Półpokrywy są nagie lub bardzo krótko owłosione, głównie lub całkowicie jasno ubarwione. Powierzchnia przedplecza i półpokryw jest pozbawiona wyraźnego punktowania, gładka do lekko szagrynowanej. Odnóża przedniej pary mają uda pozbawione ząbków. Wszystkie pary mają trójczłonowe stopy. Kanaliki wyprowadzające gruczołów zapachowych zatułowia są zakrzywione i wierzchołkami zwrócone dogłowowo. Samiec ma w genitaliach niemal półkoliście zakrzywione paramery. Wtórny, umieszczony na bokach drugiego i trzeciego tergitu odwłoka narząd kopulacyjny samicy odznacza się spermaledge o dużym, silnie zesklerotyzowanym, gruszkowatym w kształcie zbiorniku.

## Rozprzestrzenienie
Gatunek o szerokim zasięgu. W Europie znany jest z Hiszpanii, Irlandii, Wielkiej Brytanii, Francji, Belgii, Holandii, Luksemburga, Niemiec, Szwajcarii, Austrii, Włoch, Malty, Danii, Szwecji, Norwegii, Finlandii, Estonii, Polski, Czech, Słowacji, Węgier, Białorusi, Ukrainy, Mołdawii, Bułgarii, Słowenii, Chorwacji, Macedonii Północnej, Grecji oraz europejskich części Rosji. W Afryce notowany jest z Wysp Kanaryjskich, Maroka, Algierii, Tunezji i Madagaskaru. W Azji podawany jest z dalekowschodniej części Rosji, azjatyckiej części Turcji, Jordanii, Izraela, Arabii Saudyjskiej, ZEA, Gruzji, Armenii, Azerbejdżanu, Kazachstanu, Turkmenistanu, Tadżykistanu, Kirgistanu, Iranu, Afganistanu, Chin i Japonii. W Ameryce Północnej stwierdzony został na terenie Kanady i Stanów Zjednoczonych. Ponadto zawleczony został na Nową Zelandię.